# Luddenite
La luddenite è un minerale.